# Mamá, tómate la sopa
Mamá, tómate la sopa es una película de comedia colombiana de 2011 dirigida por Mario Ribero Ferreira con las actuaciones de Ricardo Leguízamo, Paola Turbay, Consuelo Luzardo, Ricardo Vélez y Luigi Aycardi.

## Sinopsis
Vicente es un hombre soltero de cuarenta años que todavía vive con su madre, quien lo sobreprotege a pesar de su edad. Conoce a una hermosa estilista llamada Cristina, de quien se enamora perdidamente. Un día Vicente, cansado de su situación en su hogar, decide irse de su casa pero atropella a su madre sin querer con su auto en un momento de ira, hecho que cambiará su vida y le traerá un sinfín de inconvenientes.

## Reparto principal
- Ricardo Leguízamo - Vicente
- Consuelo Luzardo - Doña Berta
- Paola Turbay - Cristina
- Johanna Fadul - Alexandra